# Starfighter Pilot
Starfighter Pilot, publicado en 1997, fue el álbum debut de Snow Patrol, en EP, producido bajo el sello discográfico Electric Honey. Cuando sacaron el EP la banda se llamaba Polar Bear, pero lo cambiaron porque una banda estadounidense se llamaba igual. La primera canción, "Starfighter Pilot", también aparece en el primer álbum de estudio de la banda, Songs for Polarbears.

## Lista de canciones
1. «Starfighter Pilot»
2. «Holy Cow»
3. «Safety»

- Datos: Q3233986